# Werner Spies
Werner Spies (Tubinga, 1 de abril de 1937) es un crítico de arte alemán, periodista, historiador y director de museos.

## Trayectoria
Fue a la escuela en Rottenburg am Neckar, donde explicaba su padre. Estudió historia del arte, filosofía y románicas en Viena, Tubinga y París.
Se habilitó en Bonn, donde dio clases de historia del arte, y entre 1975 y 2002 fue profesor y llegó a ser rector de la Academia de Arte de Düsseldorf.
En París conoció e impulsó a Samuel Beckett, Nathalie Sarraute, Michel Butor, Alain Robbe-Grillet, Claude Simon, Marguerite Duras, Francis Ponge, Robert Pinget y Monique Wittig.
Estudioso destacado del Surrealismo, de pintores como Max Ernst y Pablo Picasso, es una figura capital en la historia del arte del siglo XX. Además, ha sido crítico en periódicos como el Frankfurter Allgemeine Zeitung (FAZ). Hoy es internacionalmente reconocido como un historiador de los clásicos modernos del arte. Su obra es muy vasta y ha sido traducida a muchos idiomas. 
En 1967 le fue conferido el Johann-Heinrich-Merck-Preis.

## Obras
- Pour Daniel-Henry Kahnweiler. Festschrift für Daniel-Henry 	Kahnweiler, con Michel Leiris, Stuttgart 1965
- Mein imaginäres Museum/Jean Tardieu, trad, por Gerhard M. Neumann y Werner Spies; epílogo de Werner Spies, Frankfurt am Main 1965
- Max Ernst: Frottagen, EA Stuttgart 1968
- Pablo Picasso-Traum und Lüge Francos, Frankfurt 1968
- Vasarely, EA Stuttgart 1969 ISBN 3-7701-0538-9
- Albers, (= Kunst heute; Band 15), Stuttgart 1970 ISBN 3-7757-0007-2
- Rudolf Hoflehner, Krieauer Kreaturen, Viena-Múnich 1971 ISBN 3-7031-0193-8
- Pablo Picasso: Das plastische Werk, EA Stuttgart 1971 ISBN 3-7757-0012-9
- Victor Vasarely, EA Colonia 1971
- Die Rückkehr der Schönen Gärtnerin: Max Ernst 1950–1970, EA Colonia 1971 ISBN 3-7701-0543-5
- Max Ernst, Collagen: Inventar und Widerspruch, Colonia 1974 ISBN 3-7701-0652-0
- Max Ernst Oeuvrekatalog, 6 vols. con Sigrid und Günter Metken, 1975–1976
- Max Ernst: Vox Angelica, Basilea 1975
- Max Ernst, Tokio 1977
- als Herausgeber: Max Ernst: Bücher und Grafiken; eine Ausstellung des Institutes für Auslandsbeziehungen, Stuttgart 1977
- Christo, the Running Fence, EA Stuttgart 1977 ISBN 3-7757-0121-4
- Max Klinger: 1857–1920; l'oeuvre gravé ; exposition au Centre Culturel Allemand, Goethe-Inst. Paris du 10 mars au 29 avril 1977, Stuttgart 1977
- Aggressivität und Erhebung, en: Max Ernst Retrospektive 1979, con Thomas W. Gaehtgens, Eduard Trier und Günter Metken, München, Berlín 1979
- Max Ernst: Frottagen, Collagen, Zeichnungen, Zúrich, Frankfurt, München 1978
- Das Auge am Tatort, 80 Begegnungen mit Kunst und Künstlern, Múnich 1979 ISBN 3-7913-0484-4
- Pablo Picasso: eine Ausstellung zum 100. Geburtstag; Werke aus der Sammlung Marina Picasso; Katalog, München 1981 ISBN 3-7913-0523-9
- Max Ernst – Loplop: die Selbstdarstellung des Künstlers, München 1982 ISBN 3-7913-0546-8
- Picasso, das plastische Werk. Katalog zur Ausstellung „Picasso, Plastiken“; Nationalgalerie Berlín, 1983. La escultura de Picasso, Polígrafa, 1989 ISBN 978-84-343-0561-8
- Christo: Surrounded Islands, EA Colonia 1984, con Wolfgang Volz. Christo : Surrounded Islands (edición en español), Polígrafa, 1986 ISBN 978-84-343-0454-3
- Max Ernst – les collages. Inventaire et contradictions, París 1984
- Picasso: Pastelle, Zeichnungen, Aquarelle1986 ISBN 3-7757-0213-X
- Cars: die letzten Bilder/Andy Warhol, Stuttgart 1988 ISBN 3-7757-0249-0
- Kontinent Picasso: ausgewählte Aufsätze aus 2 Jahrzehnten, Múnich 1988 ISBN 3-7913-0891-2
- Die Welt der Collage, Tubinga, Berna, Düsseldorf 1988
- Rosarot vor Miami: Ausflüge zu Kunst und Künstlern unseres Jahrhunderts, Múnich 1989 ISBN 3-7913-1017-8
- Pablo Picasso – der Zeichner: 300 Zeichnungen und Graphiken 1893–1972, hrsg. von Jean Jouvet, Essays von Werner Spies, Zúrich 1989 ISBN 3-257-21747-1
- Max Ernst- The Invention of the Surrealist Universe, New York, London, 1990
- Dressierte Malerei – entrückte Utopie: zur französischen Kunst des 19. Jahrhunderts, Stuttgart 1990 ISBN 3-7757-0289-X
- Max Ernst: Retrospektive zum 100. Geburtstag Múnich 1991 ISBN 3-7913-1122-0
- Picasso, die Zeit nach Guernica: 1937–1973 Stuttgart 1993 ISBN 3-7757-0384-5
- An Open-ended Oeuvre in Dada and the Dawn of Surrealism; The Museum of Modern Art, Nueva York, 1993
- Picasso – die Welt der Kinder, Múnich 1994 ISBN 3-7913-1346-0
- Schnitt durch die Welt: Aufsätze zu Kunst und Literatur, Stuttgart 1995 ISBN 3-89322-732-6
- Pablo Picasso: Wege zur Skulptur; die Carnets Paris und Dinard von 1928 Múnich, New York 1995 ISBN 3-7913-1436-X
- Max Ernst-Skulpturen, Häuser, Landschaften; Centre Georges Pompidou 1998, Düsseldorf Kunstsammlung Nordrhein-Westfalen 1995
- Passion and Eroticism: The Late Graphic Works by Pablo Picasso; From the Piero Crommelynck Collection; Tokio 1997
- "Die Dauer des Blitzes", en: Max Ernst, Die Retrospektive, Nationalgalerie Berlin 1999, Haus der Kunst, Múnich
- Kunstgeschichten: von Bildern und Künstlern im 20. Jahrhundert, Köln 1998 ISBN 3-7701-4703-0
- Modes d’emploi, París 1998
- Un musée du XXIe siècle. XXe/MNAM/COLLECTIONS – Une histoire matérielle, Centre Pompidou 2000
- Picasso-sculpteur, Centre Georges Pompidou 2000
- La Révolution surréaliste, Centre Georges Pompidou 2002
- Picasso beim Stierkampf, Colonia 2002
- Espíritu de modernidad: de Goya a Giacometti: obra sobre papel de la colección Kornfeld, Madrid, Fundación Juan March, 2003, ISBN 978-84-7075-502-6
- Surrealismus, Kanon einer Bewegung, Colonia, 2003
- Marcel Duchamp starb in seinem Badezimmer an einem Lachanfall. Portraits, ed. Michael Krüger, Carl Hanser, Viena y Múnich, 2005, ISBN 3-446-20581-0
- Max Ernst: Leben und Werk, 2005
- Anselm Kiefer, 2005
- Picasso – Malen gegen die Zeit. Hatje Cantz Verlag, Ostfildern, 2006, ISBN 978-3-775-71831-8
- Liebe auf den ersten Blick. Hundert Neuerwerbungen der Sammlung Würth. Museum Würth, Künzelsau 2007, ISBN 978-3-89929-111-7, con C. Sylvia Weber
- Max Ernst · Bilder und Skulpturen in der Sammlung Würth, Künzelsau, 2008, ISBN 978-3-89929-132-2
- Auge und Wort. Band 1 – 10. Gesammelte Schriften zu Kunst und Literatur, University Press, Berlín, 2008, ISBN 978-3-940-43232-2
- Im Blick des Sammlers. Neuerwerbungen der Sammlung Würth von Kirchner und Schlemmer bis Kiefer, Künzelsau, 2009, ISBN 978-3-89929-149-0, ed. con C. Sylvia Weber
- Christo und Jeanne Claude. Grenzverlegung der Utopie, Berlin University Press, Berlín, 2010 ISBN 978-3-940432-94-0